# 鸡骨柴藏蕊变型
鸡骨柴藏蕊变型（学名：Elsholtzia fruticosa f. inclusa）为唇形科香薷属鸡骨柴下的一个变型。

## 扩展阅读
- 維基物種上的相關：鸡骨柴藏蕊变型